# Fabrice Poullain
Fabrice Poullain (ur. 27 sierpnia 1962 w Alençon) – francuski piłkarz, występujący na pozycji pomocnika.
W 1983 zdobył mistrzostwo Francji z zespołem FC Nantes, a w 1986 z Paris Saint-Germain F.C. W latach 1985–1988 rozegrał 10 meczów w reprezentacji Francji.